# Finkenberg
Finkenberg este un oraș în Austria.